# Huadanosaurus
Huadanosaurus („narozeninový/výroční ještěr“ - připomínka 70. výročí založení akademických divizí Čínské akademie věd) byl rod malého dravého dinosaura, který žil v oblasti dnešní severovýchodní Číny v době před zhruba 125 miliony let (jeho fosilie byly objeveny v sedimentech geologického souvrství I-sien (angl. Yixian), tzv. Jeholská biota).

## Popis
Lebka tohoto dalého teropoda měří na délku 10,1 cm a je vzhledem k velikosti těla poměrně velká a mohutná. Některé plně nesrostlé části kostry naznačují, že se jednalo o mládě nebo přinejmenším pozdního juvenilního jedince, který ještě nebyl plně dorostlý. Příbuzný rod Sinosauropteryx byl přitom dlouhý asi 1 až 1,3 metru (z toho většinu tvořil dlouhý ocas) a vážil maximálně 1 nebo 1,6 kilogramu. Huadanosaurus mohl být o trochu větší a mohutnější. O případném "maskovacím" zbarvení tohoto teropoda ale nemáme zatím žádné poznatky, protože otisky jeho potenciálního proto-peří se u typového exempláře nedochovaly.

## Objev a význam
V únoru roku 2025 byl formálně popsán historicky druhý známý druh rodu Sinosauropteryx, který dostal jméno S. lingyuanensis. Byl popsán právě spolu s novým rodem a druhem teropoda, kterým je Huadanosaurus sinensis. Oba dinosauři byli objeveni v sedimentech geologického souvrství I-sien (Yixian). Je možné, že stejně jako Sinosauropteryx mohl být i Huadanosaurus přinejmenším na některých částech těla pokryt vývojově primitivním proto-peřím. V oblasti žaludku tohoto dravého dinosaura byly objeveny čelisti drobných křídových savců, které Huadanosaurus zřejmě v průběhu noci lovil. Menší savce patrně polykal celé. Podobný jídelníček měl pravděpodobně i Sinosauropteryx, v jehož břišní dutině byly rovněž objeveny drobné fosilie malých savců.

## Klasifikace
Dříve byli teropodi jako Huadanosaurus řazeni do čeledi Compsognathidae, v poslední době se ale ukazuje, že se jedná o nepřirozenou polyfyletickou skupinu (mnohé exempláře řazené do této čeledi byly ve skutečnosti mláďaty větších teropodů z jiných skupin). Autoři popisné práce proto preferují využití kladu Sinosauropterygidae (vytvořeného již roku 1996), do něhož spadá většina dřívějších "kompsognatidů". Mezi nejbližší příbuzné rodu Huadanodsaurus patřily podle provedené fylogenetické analýzy rody Mirischia, Sinocalliopteryx, Huaxiagnathus, Juravenator, Compsognathus a Sinosauropteryx.